# Sistema de administración de documentos
Un Sistema de Administración de Documentos, controla el período de vida de un documento dentro de una empresa, es decir, su creación, clasificación, publicación, exportación, quien y cuando lo usa o elimina durante el periodo de vida que tiene el documento dentro de la empresa. Implica el control total de la información; un sistema de administración de documentos eficaz debe integrarse a todos los sistemas que usa la organización por lo que debe ser flexible y sencillo de usar.
Un Sistema de Administración de Documentos mal diseñado no favorece ninguna búsqueda y no distribuye la información a todos los niveles de la organización de la empresa, siempre cuidando la seguridad de la misma. Estos sistemas son de mucha ayuda ya que le ahorran tiempo y recursos a las empresas en materia de costo en papelería y almacenamiento de documentos, sin mencionar la gran contribución que prestan cuando se realizan las auditorías en las empresas, ya que como se ha dicho anteriormente se puede saber todo el ciclo de vida de un documento en la empresa.